# Juny peperina inventatutto
Hāi Step Jun (は～いステップジュン?, Hāi Suteppu Jun) è un manga shōjo scritto e disegnato da Yasuichi Ōshima, pubblicato in Giappone sulla rivista Magazine SPECIAL di Kōdansha nel 1985. Nello stesso anno è stato pubblicato un unico volume ad opera di Yutaka Abe sulla rivista Nakayoshi Deluxe.
Dal manga è stato tratto un anime di 45 episodi, prodotto da Toei Animation e andato in onda in Giappone su TV Asahi tra il marzo 1985 e il gennaio 1986; in Italia è stato trasmesso, con il titolo Juny peperina inventatutto, su Italia 1 dal marzo al maggio 1987.

## Trama
Juny (Jun Nonomiya) è una ragazzina estremamente sveglia, che passa la maggior parte del proprio tempo a costruire nuove invenzioni: i due suoi migliori amici, Floppy (Kichinosuke) e Flappy (Yukinojo), sono proprio due robot creati da lei. Grazie alla sua intelligenza, Juny riesce a essere ammessa alle scuole medie molto prima del previsto, e qui si innamora di un suo compagno di classe che si fa chiamare Niko (Zero Kano). Il ragazzo è appassionato di motociclette, e spesso salta le lezioni: per questo Niko è stato bocciato diverse volte; essendo quindi più grande dei suoi compagni, rimane spesso isolato. D'altro canto anche Juny è troppo piccola rispetto agli altri, quindi anche lei è isolata. Per via di ciò, e per la loro passione comune per la meccanica, i due diventano amici. Anzi, Juny si innamora a tutti gli effetti di Niko, che però non può ricambiare, essendo lei ancora una bambina. Inoltre Juny può contare sull'amicizia di Ania (Toko) e Clelia (Mako), ma ha una rivale in amore di nome Kitta (Yoko).

## Personaggi

Juny (Jun) insieme a Floppy (Kichinosuke) e Flappy (Yukinojo)

Jun Nonomiya (野々宮 ジュン?, Nonomiya Jun, in Italia Juny)
Doppiata da: Yuriko Yamamoto (ed. giapponese), Antonella Baldini (ed. italiana)
La protagonista, è una ragazzina estremamente intelligente e sveglia e passa le sue giornate a costruire nuove invenzioni. Fa le scuole medie nonostante sia più piccola degli altri, ma proprio per questo rimane spesso isolata. Ha una cotta per Niko con cui nasce nel frattempo un'amicizia. È nata il 15 settembre.
Zero Kano (加納 零 〈ゼロ〉?, Kanō Zero "Zero", in Italia Niko)
Doppiato da: Keiichi Nanba (ed. giapponese), Oreste Baldini (ed. italiana)
È un ragazzo delle medie che, bocciato diverse volte, si ritrova in classe con Juny. Appassionato di motociclette, spesso salta le lezioni e essendo più grande dei suoi compagni, rimane spesso isolato. Nasce un'amicizia con Juny e sembra ricambiare il sentimento d'amore quando quest'ultima s'innamora, ma il problema dell'età sembra bloccarlo. È nato il 12 dicembre.
Kichinosuke (吉之介?, Kichinosuke, in Italia Floppy)
Doppiato da: Noriko Tsukase (ed. giapponese), Luca Ward (ed. italiana)
È il primo robot creato da Jun. È un maschio e diventa per Jun quasi un fratellino da accudire.
Yukinojo (雪之嬢?, Yukinojō, in Italia Flappy)
Doppiata da: Kumiko Nishihara (ed. giapponese), Isa Di Marzio (ed. italiana)
È il secondo robot creato da Jun. È una femmina e la ragazzina la crea con lo scopo di conquistare il cuore di Niko regalandoglielo, visto che dovrebbe aiutare il ragazzo a fare qualsiasi cosa, ma Flappy conosciuto il robot Floppy vuole stare con lui, così Juny avrà con sé entrambi.
Shikibu Kano (加納 式部?, Kanō Shikibu, in Italia Nonna)
Doppiata da: Reiko Suzuki e Hiromi Tsuru (da giovane) (ed. giapponese), Francesca Palopoli (ed. italiana)
È la nonna di Zero e adora la piccola Jun.
Yoko Mizuno (水野 洋子?, Mizuno Yōko, in Italia Kitta)
Doppiata da: Eiko Masuyama (ed. giapponese), Laura Boccanera (ed. italiana)
È la rivale in amore di Jun. Frequenta la terza media insieme a lei e Niko.
Hitoshi Hanyū (羽生 等?, Hanyū Hitoshi, in Italia Asso)
Doppiato da: Ryōichi Tanaka (ed. giapponese), Vittorio Guerrieri (ed. italiana)
È il capo della banda di ragazzacci motociclisti Shark.
Keiichiro Nonomiya (野々宮 啓一郎?, Nonomiya Keiichirō, in Italia Gustofino)
Doppiato da: Sanji Hase (ed. giapponese), Gastone Pescucci (ed. italiana)
È il padre di Jun.
Toshie Nonomiya (野々宮 敏江?, Nonomiya Toshie, in Italia Flaccida)
Doppiata da: Noriko Uemura (ed. giapponese), Liliana Jovino (ed. italiana)
È la madre di Jun.
Yoshiko Sato "Toko" (佐藤 淑子 〈トコ〉?, Satō Yoshiko "Toko", in Italia Ania)
Doppiata da: Kyōko Tongū (ed. giapponese), Gilberta Crispino (ed. italiana)
È un'amica di Jun e frequenta con lei la terza media. Viene chiamata "Toko".
Masako Tanaka "Mako" (田中 正子 〈マコ〉?, Tanaka Masako "Mako", in Italia Clelia)
Doppiata da: Naoko Watanabe (ed. giapponese)
È un'amica di Jun e frequenta con lei la terza media. Viene chiamata "Mako".
Prof. Ohata (大畑先生?, Ōhata-sensei, in Italia Prof. Scoccia)
Doppiata da: Banjō Ginga (ed. giapponese), Mauro Bosco (ed. italiana)
È l'insegnante della classe di Jun.
Tamako Takada (高田 たまこ?, Takada Tamako, in Italia Dott.ssa Anemia)
Doppiata da: Yumi Nakatani (ed. giapponese), Mariù Safier (ed. italiana)
È l'infermiera della scuola di Jun.
Erika
Doppiata da: Rita Baldini (ed. italiana)
I gemelli (fratelli minori di Ania)
Doppiati da: Corrado Conforti, Fabrizio Mazzotta e Leo Valeriano (ed. italiana)
Padre di Ania
Doppiato da: Giorgio Lopez (ed. italiana)
Padre di Kitta
Doppiato da: Gabriele Carrara (ed. italiana)

## Manga
Il manga è stato pubblicato sulla rivista Magazine SPECIAL nel 1985 e successivamente serializzato in 2 tankōbon tra l'ottobre dello stesso anno e il marzo del 1986. Dal maggio al novembre 1985, Yutaka Abe ha scritto e disegnato alcuni capitoli sull'opera, pubblicati sulla rivista Nakayoshi Deluxe e poi raccolti in un unico volume.
In Italia nel 2023, è arrivato il remake pubblicato in un unico volume dalla sprea comics. 
Sul Corriere dei Piccoli sono stati pubblicati dei riassunti degli episodi della serie.

### Volumi
| Magazine SPECIAL (2 volumi) |                 |
| 1                           | 25 ottobre 1985 |
| 2                           | 25 marzo 1986   |
| Nakayoshi Deluxe (1 volume) |                 |
| 1                           | 1985            |

## Anime
L'anime, prodotto da Toei Animation, è composto da 45 episodi, andati in onda su TV Asahi dal 10 marzo 1985 al 12 gennaio 1986. Tra il 30 maggio e il 27 giugno 2014 la serie è stata raccolta in due DVD-BOX con gli episodi rimasterizzati.
In Italia è stato acquistato da Mediaset ed è stato trasmesso su Rete 4 tra marzo e maggio 1987. La versione italiana non presenta gravi censure, se non il cambio dei nomi dei personaggi e qualche lieve taglio di fotogrammi in alcuni episodi, come il 25.

### Episodi
| Nº | Titolo italiano Giapponese 「Kanji」 - Rōmaji - Traduzione letterale                                                                | In onda           | In onda        |
| Nº | Titolo italiano Giapponese 「Kanji」 - Rōmaji - Traduzione letterale                                                                | Giapponese        | Italiano       |
| 1  | La piccola inventrice 「びん感メカ少女」 - Bin-kan meka shōjo – "La ragazza appassionata di meccanica"                              | 10 marzo 1985     | 19 marzo 1987  |
| 2  | Rivali in amore 「恋のライバル」 - Koi no raibaru – "Rivali in amore"                                                               | 17 marzo 1985     | 20 marzo 1987  |
| 3  | Il circuito d'amore 「ラブ回路でドキッ！」 - Rabu kairo de doki! – "Circuito d'amore con il batticuore!"                            | 24 marzo 1985     | 21 marzo 1987  |
| 4  | Niko si ammala 「恋の出前はいかが？」 - Koi no demae wa ikaga? – "La consegna dell'amore è abbastanza?"                             | 31 marzo 1985     | 23 marzo 1987  |
| 5  | Uno spiacevole malinteso 「クラスがえの悲劇？」 - Kurasu-gae no higeki? – "La tragedia del cambio della classe?"                    | 7 aprile 1985     | 24 marzo 1987  |
| 6  | Vi prego, rapitemi! 「私をさらって」 - Watashi wo saratte – "Rapitemi"                                                              | 14 aprile 1985    | 25 marzo 1987  |
| 7  | Il salvatore di rondini 「吉之介がんばる」 - Kichinosuke ganbaru – "Forza Kichinosuke (Floppy)"                                     | 21 aprile 1985    | 26 marzo 1987  |
| 8  | Un'amica per Floppy 「吉之介に妹が！」 - Kichinosuke ni imōto ga! – "Kichinosuke (Floppy) avrà una sorellina!"                      | 28 aprile 1985    | 27 marzo 1987  |
| 9  | La foto misteriosa 「ヒミツの鯉のぼり」 - Himitsu no koinobori – "I koinobori del segreto"                                          | 5 maggio 1985     | 28 marzo 1987  |
| 10 | Il cuscino dei sogni 「プレゼントに夢を」 - Purezento ni yume wo – "Un regalo da sogno"                                             | 12 maggio 1985    | 30 marzo 1987  |
| 11 | Duello sulle montagne 「恋のピクニック」 - Koi no pikunikku – "Il picnic dell'amore"                                                | 19 maggio 1985    | 31 marzo 1987  |
| 12 | Flappy prevede il futuro 「うらない雪之嬢」 - Uranai Yukinojō – "Yukinojo (Flappy) veggente"                                        | 26 maggio 1985    | 1º aprile 1987 |
| 13 | Un'accusa ingiusta 「あこがれの“愛々傘”」 - Akogare no "Aiaigasa" – ""Aiaigasa" tanto desiderato"                                   | 2 giugno 1985     | 2 aprile 1987  |
| 14 | Una lettera d'amore 「吉之介にラブレター」 - Kichinosuke ni raburetā – "Una lettera d'amore per Kichinosuke (Floppy)"               | 9 giugno 1985     | 3 aprile 1987  |
| 15 | La festa del papà 「ふたりを結ぶ風船」 - Futari wo musubu fūsen – "Il palloncino che lega noi due"                                  | 16 giugno 1985    | 4 aprile 1987  |
| 16 | Il ristorante automatizzato 「夢のレストラン」 - Yume no resutoran – "Il ristorante dei sogni"                                      | 23 giugno 1985    | 6 aprile 1987  |
| 17 | Con due ore di anticipo 「時をかける吉之介」 - Toki wo kakeru Kichinosuke – "Kichinosuke (Floppy) viaggia nel tempo"                | 30 giugno 1985    | 7 aprile 1987  |
| 18 | Le stelle dei desideri 「ささの葉に願いを」 - Sasa no ha ni negai wo – "Al desiderio su una foglia di bambù"                        | 7 luglio 1985     | 8 aprile 1987  |
| 19 | L'elezione della miss 「港祭りでコッテンコ」 - Minato matsuri de kottenko – "Kottenko al festival del porto"                        | 14 luglio 1985    | 9 aprile 1987  |
| 20 | Lezioni private per due 「教室はふたりだけ」 - Kyōshitsu wa futari dake – "La lezione è solo per voi due"                           | 21 luglio 1985    | 10 aprile 1987 |
| 21 | Il sosia di Floppy 「鉄腕！吉之介」 - Tetsuwan! Kichinosuke – "Astronomico! Kichinosuke (Floppy)"                                   | 28 luglio 1985    | 11 aprile 1987 |
| 22 | Un'estate in campagna 「草原の夏休み」 - Sōgen no natsuyasumi – "Vacanze estive tra i pascoli"                                      | 4 agosto 1985     | 13 aprile 1987 |
| 23 | Il mistero delle statue 「ジュンの探偵物語」 - Jun no tantei monogatari – "La storia da detective di Jun"                           | 11 agosto 1985    | 14 aprile 1987 |
| 24 | Una prova d'amore 「愛と涙の健康診断」 - Ai to namida no kenkōshinda – "Visita medica d'amore e lacrime"                            | 18 agosto 1985    | 15 aprile 1987 |
| 25 | La principessa dei gatti 「お化けでドッキリ」 - Obake de dokkiri – "Sorpresa col fantasma"                                          | 25 agosto 1985    | 16 aprile 1987 |
| 26 | Arrivederci, Niko! 「ゼロのいない秋」 - Zero no inai aki – "L'autunno senza Zero"                                                   | 1º settembre 1985 | 17 aprile 1987 |
| 27 | Floppy gioca a baseball 「吉之介は大選手！？」 - Kichinosuke wa dai senshu!? – "Kichinosuke (Floppy) è un grande giocatore!?"       | 8 settembre 1985  | 18 aprile 1987 |
| 28 | Un magnifico compleanno 「ステキな誕生日！」 - Suteki na tanjōbi! – "Un magnifico compleanno!"                                      | 15 settembre 1985 | 20 aprile 1987 |
| 29 | Floppy vuole studiare 「勉強したい吉之介」 - Benkyō shitai Kichinosuke – "Kichinosuke (Floppy) vuole studiare"                      | 22 settembre 1985 | 21 aprile 1987 |
| 30 | Juny prende il volo 「ジュンの大ピンチ！」 - Jun no dai pinchi! – "Il grande pericolo di Jun!"                                      | 29 settembre 1985 | 22 aprile 1987 |
| 31 | Il talismano della pioggia 「雨ふれふれ運動会」 - Ame fure fure undōkai – "La pioggia continua a scendere sull'incontro d'atletica" | 6 ottobre 1985    | 23 aprile 1987 |
| 32 | Il professore si innamora 「ヘーハチローの恋」 - Hēhachirō no koi – "L'amore di Hehachiro"                                          | 13 ottobre 1985   | 24 aprile 1987 |
| 33 | I piccoli fuggitivi 「チビッコ達の家出」 - Chibikko-tachi no iede – "La fuga da casa dei piccoli"                                   | 20 ottobre 1985   | 25 aprile 1987 |
| 34 | Televisione, che passione! 「夢のテレビ出演」 - Yume no terebi shutsuen – "L'apparizione in TV dei sogni"                           | 27 ottobre 1985   | 27 aprile 1987 |
| 35 | La recita scolastica 「雪之嬢とかぐや姫」 - Yukinojō to Kaguya-hime – "Yukinojo (Flappy) e la Principessa Kaguya"                   | 3 novembre 1985   | 28 aprile 1987 |
| 36 | Papà sa tutto 「女の子の幸福は？」 - Onnanoko no kōfuku wa? – "Cos'è la felicità per una ragazza?"                                  | 10 novembre 1985  | 29 aprile 1987 |
| 37 | Viva le acque termali 「温泉旅行バンザイ！」 - Onsen ryokō banzai! – "Banzai viaggio alle terme!"                                   | 17 novembre 1985  | 30 aprile 1987 |
| 38 | Un amore contrastato 「初恋ものがたり」 - Hatsukoi monogatari – "La storia del primo amore"                                         | 24 novembre 1985  | 1º maggio 1987 |
| 39 | Un amico dallo spazio 「星から来たお友達」 - Hoshi kara kita o tomodachi – "Un amico venuto dalle stelle"                           | 1º dicembre 1985  | 2 maggio 1987  |
| 40 | Lite in famiglia 「パパママ大戦争！？」 - Papa mama dai sensō!? – "Grande litigio tra papà e mamma!?"                               | 8 dicembre 1985   | 4 maggio 1987  |
| 41 | Un piccolo incompreso 「小さな愛の子守唄」 - Chīsana ai no komori-uta – "La ninna nanna di un piccolo amore"                        | 15 dicembre 1985  | 5 maggio 1987  |
| 42 | Il più bel regalo di natale 「雪降る夜の贈り物」 - Yukifuru yoru no okurimono – "Il regalo nella notte in cui cade la neve"         | 22 dicembre 1985  | 6 maggio 1987  |
| 43 | Bentornato Niko! 「霧の中のゼロ」 - Kiri no naka no Zero – "Zero (Niko) nella nebbia"                                               | 29 dicembre 1985  | 7 maggio 1987  |
| 44 | L'amore non ha età 「春を呼ぶ二人」 - Haru wo yobu futari – "I due che richiamano la primavera"                                     | 5 gennaio 1986    | 8 maggio 1987  |
| 45 | In partenza! 「泣かないで吉之介」 - Nakanaide Kichinosuke – "Non piangere Kichinosuke (Floppy)"                                     | 12 gennaio 1986   | 9 maggio 1987  |

### Sigle
La sigla italiana, scritta da Alessandra Valeri Manera con la musica di Enzo Draghi ed interpretata da Cristina D'Avena, presenta un arrangiamento completamente diverso dalle originali e viene usata sia in apertura che in chiusura. Il brano è stato poi incluso nell'album della cantante Fivelandia 5.
Sigla di apertura
- Bin-kan! Mechanic (びん感！メカニック?), di Akiko e Naoko Kobayashi

Sigla di chiusura
- Rival 360-do ~Ren'ai hatten kanōsei 0~ (ライバル３６０度～恋愛発展可能性０～?), di Akiko e Naoko Kobayashi

Sigla di apertura e di chiusura italiana
- Juny peperina inventatutto, di Cristina D'Avena

## Trasmissioni e adattamenti nel mondo
Juny peperina inventatutto è stato trasmesso, oltre che in Giappone e in Italia, anche in diversi Paesi in tutto il mondo. In Francia e in Spagna è stata trasmessa la stessa edizione mandata in onda in Italia, poiché le reti televisive La Cinq e Telecinco sono di proprietà di Mediaset. La sigla utilizzata in Francia è quella utilizzata in Italia per la serie Denny, ma con il testo tradotto e cantata da Claude Lombard; in Spagna è quella utilizzata in Italia per la serie Niente paura, c'è Alfred!, con il testo tradotto cantata da Soledad Pilas Santos. La sigla utilizzata in Grecia è la versione strumentale di quella originale.
| Stato   | Canale/i televisivo                         | Data prima TV    | Titolo              |
| ------- | ------------------------------------------- | ---------------- | ------------------- |
| Francia | La Cinq, TF1, AB Cartoons, Mangas, France 5 | 6 settembre 1988 | Vas-y Julie!        |
| Grecia  |                                             |                  | Step Jun            |
| Spagna  | Telecinco                                   | 13 dicembre 1991 | Los inventos de Eva |